# Головатюк, Александр Давыдович
Александр Давыдович Головатюк (1922—2004) — участник Великой Отечественной войны, командир отделения 68-го отдельного инженерного батальона 46-й армии Степного фронта, сержант. Герой Советского Союза.

## Биография
Родился 15 июня 1922 года в с. Красноставцы, ныне Чемеровецкого района Хмельницкой области Украины, в семье крестьянина. Украинец.
Окончил 5 классов. Работал в колхозе трактористом.
В мае 1941 года был призван в Красную Армию. Участник Великой Отечественной войны с июня 1941. Воевал в составе Юго-Западного, Южного, 3-го Украинского и Степного фронтов.
Командир отделения 68-го отдельного инженерного батальона комсомолец сержант Александр Головатюк отличился 26 сентября 1943 года при форсировании Днепра в районе села Сошиновка (Верхнеднепровский район Днепропетровской области). За 5 часов он сделал 8 рейсов на лодке и высадил десант в 75 человек на правый берег Днепра, а обратными рейсами доставил в медсанбат 8 тяжелораненных бойцов.
В 1945 году окончил курсы младших лейтенантов при Московском военно-инженерном училище. С 15 июня 1946 года — младший лейтенант Головатюк — в запасе.
С 1947 по 1986 годы работал сборщиком шин на Московском шинном заводе. После выхода на пенсию жил в Москве.
Умер 17 июля 2004 года. Похоронен на Кузьминском кладбище.

## Награды
- Звание Героя Советского Союза присвоено 22 февраля 1944 года с вручением ордена Ленина и медали «Золотая Звезда» (№ 1950).
- Также награждён орденами Октябрьской Революции, Отечественной войны 1 степени и медалями.

## Память
- В 2009 году в Москве на доме, где жил Герой, установлена мемориальная доска[3].